# Nain, Iran
Nain este un oraș din Iran.